# Середня довжина висловлювання
Середня довжина висловлювання (англ. mean length of utterance, MLU) — показник мовної продуктивності дітей. Традиційно розраховується шляхом збору 100 висловлювань, промовлених дитиною, і арифметичного ділення кількості морфем на кількість висловлювань. Що вище MLU, то вищий рівень володіння мовою. Просто кажучи, це кількість слів або морфем у реченні під час спонтанного спілкування.
Середня довжина висловлювання є хорошим маркером порушень розвитку мовлення. Її можна використовувати для порівняння ступенів засвоєння мови та результатів корекції мови у дітей з аутизмом. Під час тестування дітей віком 3—9 років з діагнозом «аутизм» або «розлади аутистичного спектра» та коефіцієнтом невербального інтелекту (IQ) нижче 85 виявилося, що діти з аутизмом постійно набирали менше балів, ніж діти зі здорової групи, без значного покращення показника середньої довжини висловлювання. Можливі відмінності в результатах, зумовлені відмінностями у вибірці.
Дослідження Бішопа та Адамса (1990) показує, що MLU на рівні 4,5 є хорошим показником здатності читати у віці 8 років. Незважаючи на це, середня довжина висловлювання вважається суперечливим показником, і його не слід використовувати як єдину діагностичну міру володіння мовою у дітей.